# Senat (Pakistan)
Der Senat von Pakistan (Urdu: ایوانِ بالا پاکستان) ist das Oberhaus im Zweikammersystem Pakistans. Zusammen mit der Nationalversammlung bildet der Senat das Parlament in Pakistan. Grundlage für die Arbeit des Senats ist Artikel 59
der pakistanischen Verfassung

## Geschichte
Nach der Unabhängigkeit Pakistans sollte in der ersten Legislaturperiode eine Verfassung durch das Parlament ausgearbeitet werden. Das Parlament erarbeitete 1949 eine Resolution, die die ersten Grundzüge einer Verfassung erhielt und die heute die Präämbel der Verfassung Pakistans darstellt. Im Oktober 1954 kam es jedoch zur Auflösung des Parlaments und eine Verfassung kam nicht zustande. Im Oktober 1956 konnte jedoch eine erste Verfassung verabschiedet werden. Der Senat wurde aufgrund der Verfassung von 1973 geschaffen und kam 1977 zu seiner ersten konstituellen Sitzung zusammen. Die Mitgliedschaft im Senat betrug ursprünglich 45, wurde unter der Regierung von Pervez Musharraf auf 100 erhöht. Auch unter der Regierung von Asif Ali Zardari wurde die Mitgliedschaft von 100 auf 104 erhöht.

## Rolle des Senats
Die Aufgabe des Senats besteht darin alle Provinzen Pakistans zu repräsentieren. Darüber hinaus steht der Senat für die Werte Gleichheit, Frieden und Harmonie. Der Senat soll ferner der Benachteiligung kleiner Provinzen in der Nationalversammlung entgegenwirken.
Der Senat verfügt über 104 Sitze, wobei 18 Sitze für Frauen reserviert sind. Die Wahl der Senatoren ist in Artikel 59 festgelegt. Der
Senat ist auch für die Gesetzgebung verantwortlich, denn Gesetze können nur durch Zustimmung beider Kammern und dem Präsidenten rechtskräftig werden. Bei Uneinigkeit in der Gesetzgebung ist eine Kommission vorgesehen, die einen Konsens schaffen soll. Nach Artikel 50 der Verfassung setzt sich das Parlament aus den beiden Häusern zusammen. Der Präsident wird von Mitgliedern beider Häusern und den jeweiligen Provinzregierungen gewählt. Der Präsident kann per Amtsenthebung aus dem Amt entfernt werden. Hierfür ist eine Zweidrittelmehrheit beider Häuser für die Verabschiedung eines Gesetzes notwendig. Bei Vakanz führt Senatsvorsitzende das Amt des Präsidenten bis ein Nachfolger gefunden ist. Dies gilt auch wenn der Präsident aus Gründen sein Amt nicht ausüben kann.

## Sitzverteilung
| Provinz                         | Senatoren | Technokraten/Ulema | Frauen | Nicht-Muslime | Gesamt |
| ------------------------------- | --------- | ------------------ | ------ | ------------- | ------ |
| Belutschistan                   | 14        | 4                  | 4      | 1             | 23     |
| Khyber Pakhtunkhwa              | 14        | 4                  | 4      | 1             | 23     |
| Sindh                           | 14        | 4                  | 4      | 1             | 23     |
| Punjab                          | 14        | 4                  | 4      | 1             | 23     |
| FATA                            | 8         |                    |        |               | 8      |
| Islamabad Hauptstadtterritorium | 2         | 1                  | 1      |               | 4      |
| Gesamt                          | 66        | 17                 | 17     | 4             | 104    |